# 高柳信一
高柳 信一（たかやなぎ しんいち、1921年5月5日 - 2004年12月16日）は、日本の法学者。専門は憲法・行政法。学位は、法学博士（東京大学・論文博士・1962年）。東京大学名誉教授。宮澤俊義門下。弟子に宮崎良夫、大浜啓吉など。

## 人物
東京都出身。指導教官は田中二郎、宮沢俊義に師事。1960年に渡辺洋三とともに公法私法研究会を設立し、公法私法一元論を唱えた。
憲法分野では特に学問の自由、大学の自治の研究で知られる。大学の自治については、制度的保障説ではなく機能的自由説を、親の教育権については、憲法的自由説をとっている。また家永教科書裁判についての発言も多い。
2004年12月16日午後11時54分、肺炎により東京都練馬区内の病院で逝去。享年83。

## 略歴
- 1944年 東京帝国大学法学部政治学科卒業
- 1952年 東京大学社会科学研究所助教授
- 1957年 コロンビア大学法科大学院留学（1959年迄）
- 1962年 法学博士（東京大学）（学位論文「近代プロイセン国家成立史序説」）
- 1965年 東京大学社会科学研究所教授
- 1982年 専修大学法学部教授
- 1992年 定年退職

## 著書
- 『近代プロイセン国家成立史序説 その中央集権化過程における領主制と等族制とについて』有斐閣 1954 東京大学社会科学研究所研究叢書
- 『学問の自由』（岩波書店、1983）
- 『行政法理論の再構成』（岩波書店、1985）

## 共編
- 『政治と公法の諸問題』高橋勇治共編 東京大学出版会 1963
- 『現代の司法』和田英夫共編 日本評論社 1972
- 『資本主義法の形成と展開』全3巻 藤田勇共編 東京大学出版会 1972-73 東京大学社会科学研究所研究報告

## 記念論集
- 『行政法学の現状分析 高柳信一先生古稀記念論集』兼子仁ほか編 勁草書房 1991
- 『現代憲法の諸相 高柳信一先生古稀記念論集』奥平康弘編著 専修大学出版局 1992